# Samuel Gagnerus
Samuel Gagnerus, född 21 juni 1731 i Västerås, död 27 oktober 1791 i Kungs-Barkarö i Västmanland, var en svensk författare.
Gagnerus blev filosofie magister i Uppsala 1758, extraordinarie kanslist 1761, amanuens i Kungliga biblioteket och Antikvitetsarkivet 1763, assessor och translator i det senare 1770. Gagnerus var en verksam medlem av Utile Dulci, och utgav 1769 dess Vitterhetsnöjen. Han fortsatte även utgivandet av Carl Christoffer Gjörwell den äldres Swenska magazinet 1767-69, utgav Erinringar rörande uppfostringsverket (1774), samt dikter och uppbyggelseskrifter. Med sitt Äreminne öfver G. Stjernhjelm (1776) införde Gagnerus i Sverige en fransk litterär genre, som sedan kom att flitigt odlas i Svenska Akademien.
Samuel Gagnerus var ett av nio barn till Matthias Gagnerus 1688-1750 i hans gifte 1725 med Katarina Johansdotter Tillæus 1703-1742.
SG gifte sig 1772 med Margareta Elisabeth Fahlstedt född 1747 i Falun. Fick 5 barn med henne.
SG gifte sig 1783 med Maria Helena Pistolskiöld, född 1752 i Fellingsbro, död 1801. 
Fick 2 söner med henne.